# Léonard Bourdon
Pour les articles homonymes, voir Bourdon.
Louis Jean Joseph Léonard Bourdon de la Crosnière est un éducateur et homme politique français né à Alençon le 6 novembre 1754 et mort à Breslau le 29 mai 1807.

## Un notable normand
Léonard Bourdon naît à Alençon, rue du Jeudi, le 6 novembre 1754. Il est le fils de Louis-Joseph Bourdon, seigneur des Planches, et de Thérèse Jolly, et le frère aîné de Marc Antoine Bourdon de Vatry. « La Crosnière » est accolé à son nom en 1767. Élevé à Paris, il étudie comme son cadet au collège d'Harcourt, avant de mener, selon la Biographie Michaud, des études de droit à Orléans (lui-même affirme n’être jamais allé à Orléans dans sa jeunesse).
En 1779, il achète une charge d’avocat aux conseils, puis devient, en 1780, secrétaire de Gabriel Sénac de Meilhan. Ayant renoncé à son office d’avocat en 1785, il obtient, le 25 octobre 1789 l’autorisation du Conseil royal de fonder une école, la « Société royale d’émulation pour l’éducation nationale », et publie, le 27 décembre le Plan d’un établissement d’éducation nationale, dans lequel il expose ses idées pédagogiques. Cette école expérimentale, dédiée à la mise en œuvre de ses ambitieux principes éducatifs, est installée, en octobre 1788, rue des Gobelins, à « l’hôtel de la Société ». Puis, en mai 1792, elle est installée, sous le nom de « Société des jeunes Français », dans le prieuré Saint-Martin-des-Champs,,.

## Membre de la Commune de Paris (1789-1792)
En avril 1789, ses concitoyens du faubourg Saint-Marcel – il habite rue Mouffetard et dirige, rue des Gobelins, la « Société d’émulation » – l’élisent à l’assemblée électorale de Paris,. Engagé dans le mouvement révolutionnaire, il participe à la prise de la Bastille le 14 juillet 1789, puis est envoyé à Provins par la Commune de Paris entre le 10 et le 13 août 1789 et intègre la commission chargée d’identifier les vainqueurs et les victimes du 14 juillet. En septembre 1789, il est également un membre actif du comité des subsistances de la Commune.
En décembre 1790, son nom apparaît sur une liste de membres du Club des jacobins. Après la scission des Feuillants, il contribue activement à sa réorganisation en juillet-août 1791. Le 8 juillet 1792, il présente devant la Législative une adresse contre les contre-révolutionnaires en tant que président de la section des Gravilliers (où il s’est installé après son départ de la rue Mouffetard où il logeait auparavant).
Délégué de la section des Gravilliers, il fait partie, lors de la journée du 10 août 1792, de la députation envoyée par la Commune insurrectionnelle devant la Législative pour réclamer la déchéance du roi. Le 23 août, la Commune le charge, d’inspecter à Orléans les prisons réservées aux détenus devant être traduits devant la Haute-Cour. À cette nouvelle, la section du Finistère – qu’il a quittée dans l’entretemps pour la section des Gravilliers, ses manœuvres ayant eu raison de sa popularité – proteste devant le conseil général de la Commune, qui considère qu’il n’y a pas lieu à inculpation,. À Orléans, Bourdon fait transférer les détenus à Versailles où, le 9 septembre, ils sont massacrés. Le même jour, il devient procureur de la Commune de Paris.

## Les élections de septembre 1792
En septembre 1792, il fait partie avec Jacques Roux des 33 électeurs choisis par la section des Gravilliers pour siéger à l’assemblée électorale de Paris.
Le 6 septembre, l’élection du douzième et dernier député de l’Oise à la Convention est l’occasion d’une confusion, parmi les membres de l’assemblée électorale entre « Bourdon vainqueur de la Bastille » et son homonyme Bourdon de l’Oise. Au troisième appel, « Bourdon » est élu avec 140 voix sur 274 votants. À la suite de ce vote, Coupé de l’Oise écrit à Léonard Bourdon, au nom de l’Assemblée, pour l’informer de son élection, tandis qu’un autre membre prévient Bourdon de l’Oise.
Le 8 septembre, à la suite du désistement de Condorcet et de Brissot, l’assemblée électorale du département du Loiret, réunie à Beaugency, décide de ne pas les remplacer par les deux premiers suppléants, mais d’élire deux nouvelles personnes, Jean-Baptiste Louvet de Couvray, qui obtient 323 voix sur 357 votants, et Bourdon, élu avec 183 voix sur 349 votants. La nouvelle parvient à l’assemblée électorale de Paris quatre jours plus tard.
Quand elle apprend son élection, la section du Finistère revient à la charge, présentant à l’Assemblée une accusation qui sera ultérieurement imprimée à mille exemplaires et placardée sur les murs de la capitale. Bourdon se voit reprocher d’avoir dilapidé en fêtes et en banquets les 15 000 livres qui lui avaient été confiées en 1789 comme commissaire aux approvisionnements pour l’achat de blé à des fournisseurs et boulangers de Provins, d’avoir en outre osé demander une indemnité de 20 000 livres au district de Saint-Marcel pour couvrir ses dépenses à Provins, de n’avoir pas respecté sa promesse d’accueillir dans son école quatre orphelins de morts de la Bastille, d’avoir gaspillé dans des « débauches » les fonds qui lui été alloués pour sa mission à Orléans, à la fin d’août 1792, et de s’être emparé d’une partie des bijoux des condamnés massacrés à Versailles. Parmi les principaux accusateurs figurent Claude François Lazowski et Fournier l’Américain, qui avaient également été envoyés à Orléans avec un détachement de la garde parisienne. Afin d’obtenir la révocation de son élection comme député à la Convention et procureur de la Commune, le 9, la section va jusqu’à menacer de retirer ses électeurs.
Aussi l’assemblée électorale décide-t-elle, le 13, de suspendre Bourdon de ses fonctions d’électeur jusqu’à ce qu’il se soit justifié de ces accusations. Le lendemain, la section des Gravilliers, où il a rebâti sa carrière politique après son départ du faubourg Saint-Marcel, vient cependant le défendre devant l’assemblée, jugeant qu’il est victime de calomnies. Le même jour, quand la nouvelle de son élection dans l’Oise parvient à l’assemblée électorale parisienne, Bourdon de l’Oise proteste, invoquant une « erreur », et, malgré les dénégations de son homonyme, qui fonde ses prétentions sur « les titres et les procès-verbaux », se voit confirmer dans sa fonction, Léonard Bourdon finissant par reculer,.

## Le conventionnel
Siégeant sur les bancs de la Montagne, Bourdon entre le 13 octobre au Comité d'instruction publique,. Dès les premières séances, il demande le renouvellement des employés de toutes les administrations. Le 15 décembre, il s’oppose avec Tallien à une motion de Laurent Lecointre, qui voulait permettre à Louis XVI, détenu à la prison du Temple, de communiquer avec sa famille, jugeant que cet objet n’est pas de la compétence de la Convention, mais de la Commune. Lors du procès de Louis XVI, il vote la mort sans appel au peuple ni sursis.

### Une mission en province et l’affaire de l’«attentat» d’Orléans (16 mars 1793)
Le 9 mars 1793, il est nommé par décret dans le Jura et la Côte-d'Or avec Claude-Charles Prost pour la levée des 300 000 hommes. Rappelé par décret du 30 avril, il est de retour à Paris le 24 mai,.
Le 16 mars, Bourdon est de passage à Orléans. La ville connaît alors des tensions entre les « patriotes » et les « modérés », qui tiennent depuis décembre 1792 la mairie, avec le ci-devant marquis Armand de Sailly, dans un contexte de crise frumentaire. La veille, les représentants André Jeanbon Saint André et Élie Lacoste ont été pris à partie par un petit groupe d’hommes. Bourdon rencontre le président de l’administration départementale, Claude Benoist des Haut-Champs, et le commandant de la garde nationale, Dulac, et prononce un discours à la société populaire de la ville – la Société des amis de la liberté et de l’égalité (désignation générique d’un club affilié aux jacobins de Paris après le 10 août 1792, « sans préjudice d’appellation locale »). Puis il se rend avec Prost, Bernard de Saintes et Jean Guimberteau (envoyés tous deux en mission en Charente) à un dîner donné en leur honneur par la société populaire, avec des membres du directoire et du district, ainsi que des officiers de la Garde nationale ; une quarantaine de personnes y participent. Vers 18 heures, avec une vingtaine des principales figures jacobines de la ville – entre autres, l’évêque constitutionnel Louis de Jarente de Sénas d'Orgeval, Élie Vinson-Lucet, le tailleur Nicole et l’apothicaire Besserve –, Bourdon et Prost se dirigent vers un café, rue d’Escures, près de la maison commune, pour trouver une voiture et des chevaux, afin de rejoindre Dijon. Toutefois, le receveur des postes la leur refuse, au prétexte qu’une partie de la route n’était pas en état pour permettre ce voyage. Tandis que Prost va à l’hôtel de ville pour obtenir un ordre officiel leur octroyant les moyens de transport nécessaires, Bourdon, Bernard et Guimberteau acceptent de reporter leur départ au lendemain matin. Ce café semble avoir été un rendez-vous des gardes et d’autres personnes de la place de l’hôtel de ville, et il se peut que la visite des députés et de leurs hôtes aient été considérée comme une provocation par ceux-ci. Des jeunes gens bousculent ses compagnons, et des injures sont lancées, mais Bourdon parvient à rétablir le calme. 
La situation s’étant apaisée, Bourdon se rend ensuite avec ses collègues à une réunion nocturne de la société populaire, qui réunit une cinquantaine de personnes pendant trois heures. Lui-même prononce un discours d’une heure dans lequel il évoque la situation de la république et d’Orléans. Puis les quatre députés vont saluer l’évêque constitutionnel, chez lequel ils demeurent un quart d’heure. Peu après 21 heures, Bourdon et Prost rejoignent à pied leur auberge – où les attend la voiture qui doit les conduire à Dijon – avec Bernard, Guimberteau et douze membres de la société populaire. Chacun marchant à son allure, les seize hommes se scindent en groupes de deux ou trois, à l’approche de l’hôtel de ville. Les députés et leurs compagnons semblent alors avoir été insultés par des hommes armés, « probablement des hommes de la milice non officielle », selon Sydenham, c’est-à-dire des citoyens prospères qui, devant les troubles, s’étaient portés volontaires pour patrouiller dans les rues. L’un des membres de la société populaire, à qui l’on bloque le passage, saisit l’un des insulteurs et lui ordonne de se présenter auprès des fonctionnaires municipaux. Selon le récit de Sydenham, qui se fonde sur une lecture critique de la version de Bourdon, deux hommes, dont un officier sans commission, saisissent Bourdon par le col et le secouent. Puis une douzaine d’hommes l’entraînent à coups de poing et de pied au pied de l’hôtel de ville, où il tombe au sol et reçoit plusieurs coups de mousquet et de baïonnettes. Bourdon parvient à échapper à ses agresseurs et court vers l’entrée de l’hôtel de ville, qui se ferme devant lui. Cependant, tandis que Dulac parvient à tenir ses assaillants à distance, il réussit à se frayer un passage, à l’intérieur. Devant les baïonnettes des gardes, qu’il confond avec ses agresseurs, Bourdon éclate. Alarmés par le bruit, alors qu’ils sortent d’une réunion, les officiers municipaux se portent alors à la rencontre du député, qu’ils croyaient déjà en route pour Dijon. Soigné par un chirurgien, Bourdon a une légère blessure sur le côté de la tête et du corps, et plusieurs au bras, dont « une sévère estafilade ». Selon la version diffusée au XIXe siècle, qui reprend le point de vue opposé, il s’agit d’une bagarre, provoquée par le fait que l’un des compagnons de Bourdon s’en est pris à un factionnaire bientôt rejoint par les hommes du poste. Dans la mêlée qui s’ensuit, des coups de fusil et de pistolet sont tirés, Bourdon reçoit un ou plusieurs coups de baïonnette et est légèrement blessé au bras.
Deux jours plus tard, trois lettres parviennent à la Convention. Celle des administrateurs du directoire du département du Loiret, du district et de la commune d’Orléans présente l’événement comme une rixe indépendante de leur volonté, affirmant que Bourdon n’a reçu aucune blessure dangereuse et qu’ils l’ont « traité avec les égards dus à son caractère ». Les deux autres, signées l’une de Bourdon, l’autre de Bernard et de Guimberteau, évoquent, quant à elles, une tentative préméditée visant à le tuer, lui et ses collègues, – un « assassinat » selon l'expression courante à l'époque – dans la cour de la Maison commune, par des membres de la garde nationale, et sans que les autorités de la ville aient rien fait pour l’empêcher. L’affaire ayant été renvoyée au Comité de défense et de sûreté générale, celui fait sur-le-champ son rapport, à la suite duquel l’Assemblée vote un décret déclarant la ville en état de rébellion, y envoyant trois commissaires – Delmas, Matthieu et Bourbotte – pour mener une enquête et suspendant la municipalité, malgré la déposition d’Antoine Louis Albitte, qui va à l’encontre de la thèse d’un « assassinat ».
Le 21 mars, les deux députés envoyés en mission dans le département pour y contrôler la levée des troupes, Collot d’Herbois et Laplanche, arrivent dans la ville. Par ailleurs fort occupés par leur mission, ils rédigent une réquisition ordonnant au directoire du département de faire appliquer le décret et de suspendre le maire, les officiers municipaux et le procureur de la commune. Puis ils prennent un arrêté nommant leurs successeurs, partiellement rectifié le 30 mars, avant leur départ ; composé de 36 membres, le nouveau conseil général ne comprend qu’un seul homme de loi, les boutiquiers et les artisans étant, au contraire, largement surreprésentés – dans une protestation ultérieure, ces derniers seront traités d’« incapables » par les administrateurs du département,.
Arrivés dans la ville le 25 mars, les trois commissaires chargés de l’enquête y annoncent le même jour le rapport, par la Convention, de la partie du décret déclarant Orléans en état de rébellion, qui précède la levée de l’état de siège le 26 avril.
Le 11 mai, Plet-Beauprey, député de la Plaine, et les girondins Lesage et Duval, envoyés en mission dans l’Orne puis dans les départements voisins, dont le Loiret, dénoncent dans une lettre à l’Assemblée l’arbitraire qui, selon eux, s’est abattu sur la ville et, à leur tour, remettent en cause la version de Bourdon. Le 12 mai, une « députation des citoyennes d’Orléans » présente une pétition à la Convention, qui lui accorde les honneurs de la séance et charge le Comité de législation et le Comité de sûreté générale de l’examiner pour en faire le rapport à la séance du mardi 14 mai,. Chargé d’un rapport et projet de décret sur la pétition des citoyennes d’Orléans, Jean-Baptiste Noël monte à la tribune le jeudi 16 mai pour en donner lecture, au nom des comités de législation et de sûreté générale, mais Collot d’Herbois et Charlier obtiennent son ajournement jusqu’à la séance du samedi suivant, la Convention ordonnant l’impression du rapport et du projet de décret dans l’entre-temps. Ce projet de décret est finalement soumis le 19 mai à la Convention, qui l’adopte après une vive discussion entre montagnards et girondins. Puis, le 30 mai, il vient présenter au nom des comités, un rapport sur la pétition des maire, officiers municipaux et procureur de la commune d’Orléans blanchissant entièrement la municipalité et demandant son rétablissement, mais Bourdon obtient de la Convention son ajournement jusqu’à la séance du mardi 4 juin, afin de pouvoir préparer la présentation de son point de vue. Selon Étienne Noël, Bourdon a également fait ajouter le nom de Jean-Baptiste Noël sur la liste des députés girondins proscrits après les journées du 31 mai et du 2 juin 1793,. Par ailleurs, un mandat d’arrêt ayant été dressé contre 26 gardes nationaux et négociants orléanais accusés d’avoir participé à l’« assassinat » ou d’être des « complices », 13 d’entre eux sont arrêtés le 25 mars, emprisonnés à la Conciergerie le 5 mai et jugés par le tribunal révolutionnaire du 28 juin au 12 juillet ; 9 sont condamnés à mort et guillotinés le 13 juillet 1793. Le même jour, des parents et amis de ces derniers viennent présenter une pétition en leur faveur devant l’assemblée, qui vote l’ordre du jour,,.

### Un député avancé
Membre du Comité d'instruction publique, il écrit avec Plancher Valcour et Pierre-Louis Moline, Le Tombeau des imposteurs et l’inauguration du temple de la vérité, une pièce de théâtre « mêlée de musique », ridiculisant, comme la Fête de la raison ou la Sainte omelette, les cérémonies et les pratiques du culte catholique ; elle inclut des parodies d’airs connus, arrangés par Charles Gabriel Foignet, et de la musique de Bernardo Porta. Destinée au Théâtre des Arts, cette pièce est représentative de l'opéra-comique à caractère « hébertiste ». Elle utilise encore le modèle ancien, fort simple, né à la fin du règne de Louis XIV dans les deux grandes foires parisiennes et repris ici à des fins de propagande. La pièce est imprimée aux frais de la République, en l’an II. Toutefois, elle n’a pas été jouée, le Comité de salut public ayant pris le 2 nivôse an II un arrêté signé par Robespierre et Barère, afin de « faire respecter le décret rendu par la Convention le 16 frimaire, pour maintenir la paix et la liberté des cultes » ; l’arrêté concerne également les « autres pièces tendant au même but ». Le 12 nivôse, l’administrateur de police Jean Baudrais explique à un auteur inquiet que la pièce de Bourdon avait le tort de « ridiculiser les cérémonies du culte catholique »,,,,.

Le 25 juin 1793, Jacques Roux, chef de file des enragés, vient lire à la barre de la convention une pétition comminatoire, baptisée par Albert Mathiez Le Manifeste des enragés, au nom du Club des cordeliers et des sections Bonne-Nouvelle et des Gravilliers. Dans un ton particulièrement vif, il dénonce la timidité des montagnards en matière économique, heurtant les députés,. Bourdon s’oppose à lui en ces termes : 

« J’annonce à la Convention que la section des Gravilliers n’a pas cessé de bien mériter de la patrie.

Cette section qui, le 4 août, annonçait la mémorable journée du 10, n’est venue ici que pour remercier la Convention de la Constitution qu’elle vient d’offrir au peuple, et attirer sa sollicitude sur le prix des denrées. J’ajoute qu’elle proteste formellement contre les principes liberticides développés dans la pétition, et qu’elle présente à la Convention l’hommage de son respect et de sa soumission à la loi. »

Le 6 août 1793, il défend un projet visant à instaurer des greniers d’abondance pour lutter contre la hausse des prix du blé.
Il est élu au Comité des six sur l’éducation le 1er août 1793, secrétaire de la Convention le 8, président du Club des jacobins du 4 au 18 septembre.
Le 6 septembre 1793, il fait entériner par la Convention le remplacement du directeur du Séminaire des Irlandais effectué par les élèves de l’établissement.
Le 9 septembre, il propose au Club des jacobins de purger la Convention d’« un grand nombre d’hommes au moins fort douteux » qui profitent de l’absence des montagnards envoyés en mission pour empêcher l’exécution des « bons décrets » et peupler les comités, ainsi que de former une armée révolutionnaire dans chaque département. Ces deux propositions sont combattues par Gaston, Maure et Royer.
Le 13 septembre, il propose à la Convention que les jeunes de 18 à 25 ans qui n’auront pas répondu à la réquisition militaire après son exécution soient mis en état d’arrestation.
Le 29 brumaire an II, dans le cadre d’une discussion engagée par Montaut sur le suicide des suspects détenus, il obtient que la confiscation de leurs biens au profit de la nation s’étende à ceux qui « seraient simplement renvoyés devant le tribunal révolutionnaire ».
Le 16 frimaire an II, devant les rigueurs du froid, il demande que les effets engagés aux monts-de-piété soient rendus jusqu’à la valeur de 50 livres aux personnes pouvant fournir un certificat d’indigence ; la proposition est renvoyée à l’examen du Comité des finances.
Proche des hébertistes, il demande vainement aux jacobins, le 9 pluviôse an II, d’intercéder auprès de la Convention en faveur de Vincent et de Ronsin, internés depuis le 27 frimaire an II sur la dénonciation et les instances de Fabre d'Églantine et de Bourdon de l’Oise. En effet, Robespierre obtient de la société qu’elle écarte cette proposition.
Le 2 germinal, Bourdon propose aux jacobins de passer à leur scrutin tous les fonctionnaires publics, comme s’ils étaient membres de la société. Toutefois, Robespierre, qui se méfie de lui et lui reproche son rôle dans la déchristianisation (tant à travers les démissions forcées de prêtres que les mascarades anti-religieuses), combat là encore sa motion comme perfide, sous une apparence de patriotisme.
Dans des notes privées publiées après sa mort en annexe du rapport Courtois, Robespierre décrit Bourdon comme un « intrigant méprisé de tous les temps, l’un des principaux complices d’Hébert » :

« Rien n’égale la bassesse des intrigues qu’il met en œuvre pour grossir le nombre de ses pensionnaires, et ensuite pour s’emparer de l’éducation des élèves de la patrie, institution qu’il dénature et déshonore. Il était au Club des jacobins l’un des orateurs les plus intarissables pour propager la doctrine d’Hébert. À la Convention, il fut l’un des premiers qui introduisirent l’usage de l’avilir par des formes indécentes, comme d’y parler le chapeau sur la tête et d’y siéger avec un costume ridicule. Il vint un jour avec Clootz solliciter la liberté des banquiers hollandais Vandenyver. Je les ai vus et entendus tous deux plusieurs fois, et Bourdon a eu le courage de me le nier impudemment au Club des jacobins. »

### Thermidorien et montagnard de l’an III
Lors de la chute de Robespierre le 9 Thermidor, il est l’un des douze commissaires adjoints à Paul Barras, nommé vers 21 heures commandant de la force armée de Paris par la Convention. Investi des pouvoirs d’un envoyé en mission aux armées, il rejoint les sections des Lombards et des Gravilliers, où il réunit des forces. Puis, sans attendre, il conduit sa colonne par la rue Saint-Honoré pour prendre l’Hôtel de ville de Paris, celle de Barras passant par les quais. Arrivés les premiers, ses hommes débouchent sur la place de Grève et pénètrent dans la Maison Commune, où ils s’emparent de Robespierre et de ses partisans. De retour à la Convention vers six heures du matin, Bourdon fait le récit des événements aux députés et leur présente le gendarme Merda, décrit par lui comme celui qui a blessé Robespierre.
Le 26 fructidor, sur son rapport, la Convention rend un décret fixant l’ordre de la fête au dernier jour de sans-culottide et le mode de translation des restes de Jean-Paul Marat au Panthéon.
Le 24 vendémiaire an III, il intervient à la Convention pour demander une loi contre les calomniateurs après avoir été accusé de vols et d’assassinats dans le seizième numéro de L’Orateur du peuple de Fréron.
Le 7 brumaire, il se plaint au Club des jacobins de ce que des comités de surveillance ouvrent les correspondances et de ce que deux « patriotes » orléanais ont été arrêtés à Beaugency pour avoir faire lecture de sa réponse à L’Orateur du peuple. Par ailleurs, il dénonce les « intrigants » qui, chassés du club, font cause commune avec « les contre-révolutionnaires, les modérés, les aristocrates » pour dénoncer les sociétés populaires. 
L’affaire de l’« attentat » d’Orléans et des neuf Orléanais guillotinés vaut également à Bourdon d’être attaqué par Legendre devant la Convention le 16 ventôse an III puis dans les colonnes de L’Orateur du 15 au 24 mars. 

### Incarcération et libération
Impliqué dans l’insurrection du 12 germinal an III, il est décrété d’arrestation dans la nuit comme l’un des membres du comité d’insurrection. Capturé le lendemain dans la section des Gravilliers, il se voit retirer le même jour la direction de l’école des élèves de la patrie au bénéfice de Pierre Crouzet,. Il est ensuite interné au fort de Ham, où il demeure jusqu’à l’amnistie générale votée par la Convention avant la fin de sa session, le 4 brumaire an IV. Le 20 floréal an III, les six sections de la commune de Dijon le dénoncent à la Convention avec Bernard de Saintes. Comme souvent dans ce genre de littérature, il est décrit comme tirant une infinie jouissance des cérémonies « bacchiques » offertes par les sans-culottes dijonnais.

## Un agent du Directoire exécutif
Libéré, il devient agent aux subsistances de Paris en novembre 1795, jusqu’à ce qu’une loi sur la résidence à Paris lui fasse perdre cet emploi, le 12 mai 1796. Entre juillet et septembre, il est à Bruxelles, peut-être comme agent électoral. Le 24 novembre, l’exclusion des fonctions publiques de l’ensemble des députés amnistiés le laisse sans emploi.
Le 26 brumaire an VI, il présente une Pétition au Conseil des cinq-cents sur l’éducation commune.
Le 2 thermidor, à l’approche du coup d'État du 18 fructidor an V, le monarchiste Boissy d’Anglas le dénonce au Conseil des cinq-cents : « Vous avez chaque jour la preuve de la présence, dans Paris, des principaux agents de la Terreur. Vous ne pouvez faire un pas aux Tuileries sans être effrayés de l’apparition d’un assassin révolutionnaire. N’avez-vous pas vu ce Fournier l’Américain, qui commandait les massacres des prisons d’Orléans ? n’avez-vous pas vu Léonard Bourdon et tant d’autres ? Que font à Paris tous ces hommes de sang et de désordre ? Sans doute, il se prépare quelque grande commotion ».
Après la réussite du coup d’État républicain, Bourdon est envoyé par le ministre de la Police comme agent du Directoire exécutif à Hambourg en novembre 1797, afin d’y établir un comité de propagande et d’y préparer à la demande d’une contribution de 10 millions, mais se voit rappeler en 24 avril 1798 et demeure ensuite longtemps sans emploi. Le 12 thermidor an VI, il expose au ministre de l’Intérieur ses idées sur l’éducation et lui propose de l’inviter à les développer devant un comité de gens bien informés de son choix. Le 11 fructidor, il soumet au Conseil des cinq-cents une pétition pressant les députés de prendre en considération son plan législatif sur l’organisation du commerce des grains. Le 4 vendémiaire, il présente au Conseil un plan développant ses vues sur les questions éducatives et économiques en vue de stimuler et de perfectionner l’industrie française.

## Un administrateur d’hôpitaux militaires
Après le coup d'État du 18 brumaire an VIII (9 novembre 1799), il obtient en novembre 1800 du gouvernement consulaire une place de membre du conseil d’administration de l’hôpital militaire de Marseille puis, de 1803 à 1807, de Toulon,,. Le 12 mars 1807, il devient directeur général des hôpitaux militaires et suit la Grande Armée en Prusse. Il meurt à Breslau le 29 mai 1807. D’après Prosper de Barante, il aurait perdu sa place peu avant de mourir d’une maladie à l’hôpital de Breslau et aurait été enterré par la municipalité prussienne parmi les pauvres.

## Son surnom
Il est également connu sous le surnom de « Léopard Bourdon », obtenu par corruption de son prénom,. Son invention a été attribuée à Jacques Pierre Brissot, qui l’appelait aussi « Léonard-Septembre ». De son côté, Barras affirme dans ses mémoires que Fréron employait plaisamment ce sobriquet de « Léopard » pour le désigner. Ce surnom est passé à Orléans après l’affaire de son prétendu « assassinat » du 16 mars 1793,. La Biographie Michaud attribue, quant à elle, son origine à des journalistes qui l’utilisaient après Thermidor.

## Postérité

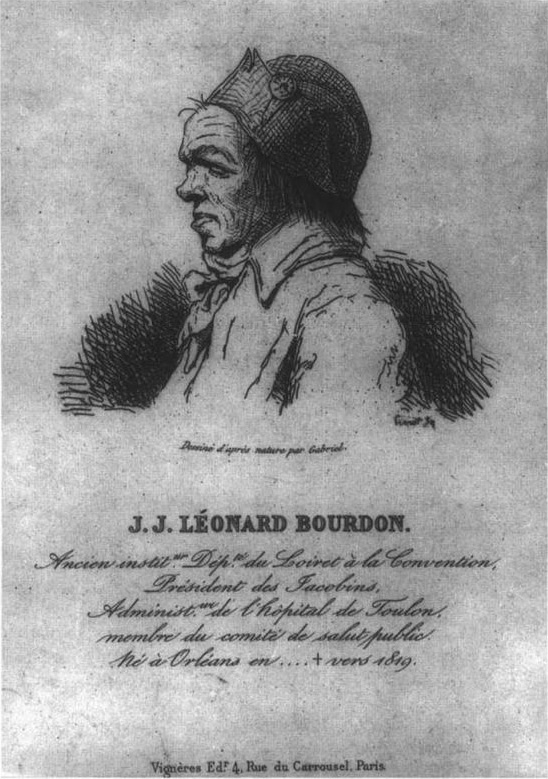
Portrait de Léonard Bourdon gravé d'après le croquis de Gabriel. Gravure publiée par Jean-Eugène Vignères (1812-1884), entre 1842 et 1846.

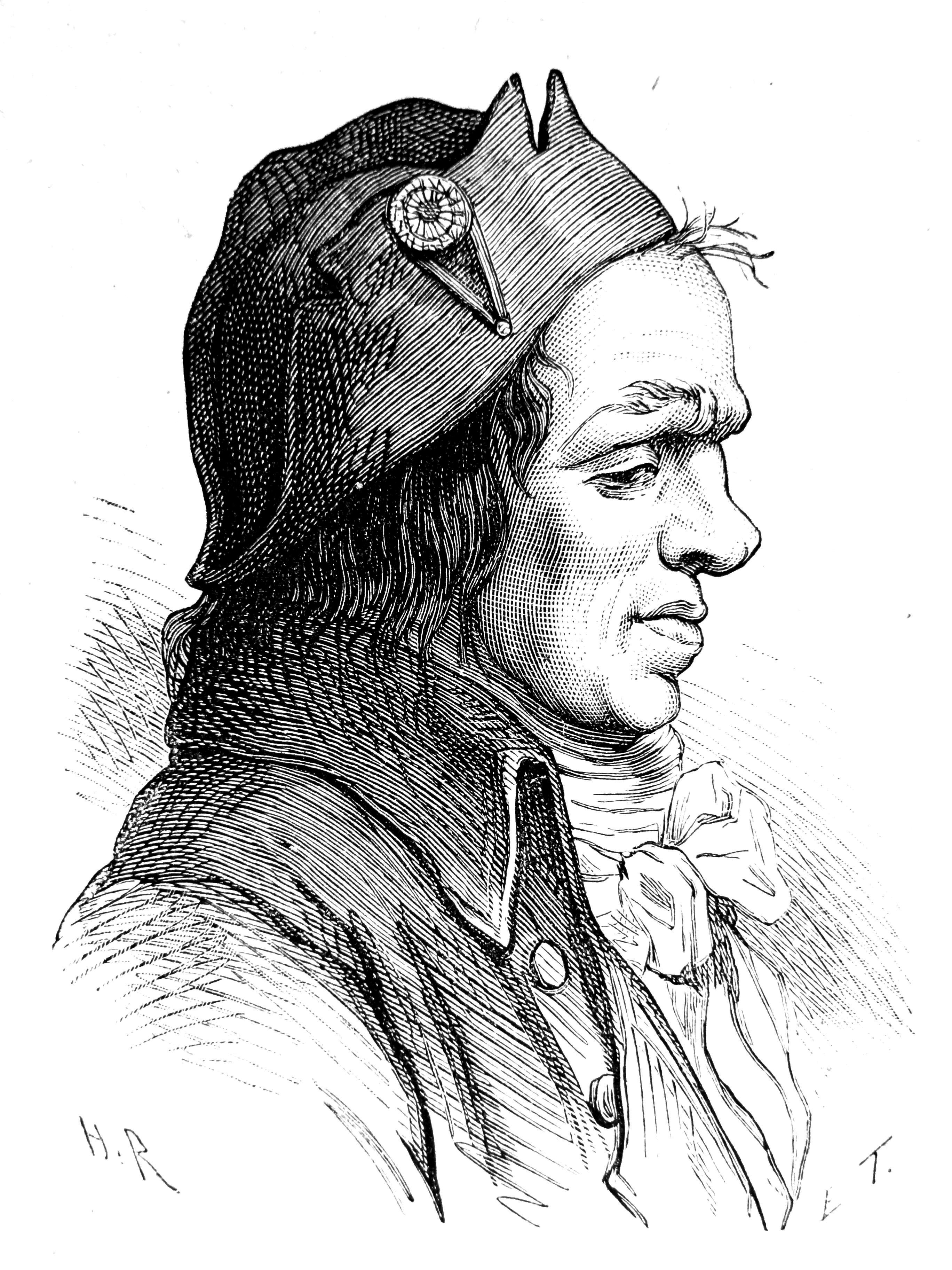
Portrait de Léonard Bourdon gravé d'après le croquis de Gabriel. Gravure publiée dans l’Album du Centenaire : grands hommes et grands faits de la Révolution française (1789-1804), Paris, 1889.

Personnage mineur de la Révolution française, Léonard Bourdon compte quelques rares mentions dans les histoires de la Révolution et des notices succinctes dans les dictionnaires biographiques, le plus souvent hostiles, l’historiographie traditionnelle le décrivant comme « un montagnard fanatique, un terroriste féroce, un homme violent, assoiffé de sang, corrompu et décadent ». De même, aucune biographie ne lui a été consacrée avant 1999, date de la parution du Leonard Bourdon. The Career of a Revolutionary. 1754‑1807 de Michael J. Sydenham, qui se fait l’avocat du personnage.
La Restauration est particulièrement féroce à son encontre, comme l'atteste un portrait-charge diffusé durant cette période et attestant de la haine qu'on lui vouait, plus de vingt ans après l'affaire d'Orléans.

## Œuvres de Léonard Bourdon
- Léonard Bourdon, Plan d’un établissement d’éducation nationale : autorisée par arrêt du Conseil du 5 octobre 1788 sous le titre de Société royale d’émulation, Orléans, Imprimerie Couret de Villeneuve, 1788 (lire en ligne).
- Léonard Bourdon, Mémoire sur l’instruction et sur l’éducation nationale, Cailleau, 1791, 130 p..
- Léonard Bourdon, Le Vœu de la nature et de la Constitution de l’an III, sur l’éducation générale : applicable, dans ce moment, à celle des orphelins des défenseurs, et autres enfans ou élèves de la patrie, Paris, Imprimerie de l’Institut national des aveugles travailleurs, 179?.
- Léonard Bourdon, Plancher Valcour et Pierre-Louis Moline, Le Tombeau des imposteurs et l’inauguration du Temple de la Vérité, sansculotide dramatique en 3 actes, mêlée de musique, Imprimerie des 86 départements, an ii, 18 p. (lire en ligne).
- Léonard Bourdon, Recueil des actions héroïques et civiques des républicains français, Paris, Imprimerie nationale, an ii (fascicules 1 à 4 de Léonard Bourdon, fascicule 5 d’Antoine Claire Thibaudeau).
- Léonard Bourdon, Pétition au Conseil des Cinq-Cents, sur l’éducation commune, Paris, Imprimerie de la rue de l’Université, 1797 (lire en ligne).

## Édition moderne
- Suzanne Bérard, Le Théâtre révolutionnaire de 1789 à 1794 : la déchristianisation sur les planches, Nanterre, Presses universitaires de Paris-Ouest, DL 2009, 422 p. (contenant le texte intégral de L’Office du mort ou Le mariage du bas clergé de France, comédie en trois actes et en prose de l’Hermite du Mont-Perdu ; La Journée du Vatican ou Le mariage du pape, comédie-parade en 3 actes, traduite de l’italien d’Andréa Giennaro Chiavari ; Le Tombeau des imposteurs et l’inauguration du temple de la vérité, sans-culottide en trois actes, mêlée de musique, de Léonard Bourdon, Moline et Valcour).

## Sources partielles
- Adolphe Robert, Gaston Cougny, Dictionnaire des parlementaires français de 1789 à 1889, vol. 1, Paris, Edgar Bourloton, 1889-1891 (lire en ligne), p. 436-437.
- Steven Clay, « Leonard Bourdon. The Career of a Revolutionary. 1754‑1807 », Annales historiques de la Révolution française, no 328,‎ 2002, p. 238-242 (lire en ligne).
- Roland Gotlib et Albert Soboul (dir.), Dictionnaire historique de la Révolution française, PUF, coll. « Quadrige », 2005, « Bourdon Louis Jean-Joseph Léonard », p. 145-146.